# Catia La Mar
Catia La Mar, es una ciudad venezolana,ubicada en la Región Capital, es la capital del Municipio Vargas, en el Estado La Guaira. 

## Historia

### Etimología
La parroquia lleva el nombre del Cacique Catia, quien fue un cacique aborigen de Venezuela que ejerció su mando en el territorio ubicado desde la fila que ocupaban los mariches, siguiendo toda la serranía que circunda a Caracas y todo el litoral.
Se denominó Catia La Mar para distinguirla de Catia, la capital de la Parroquia Sucre ubicada al oeste de Caracas y al sureste de la propia parroquia.

### Fundación
Fundada el 26 de enero de 1966 por el Concejo Municipal del Distrito Federal, había sido designada antes como parroquia bajo el nombre de Olivares. Es considerada como la zona industrial del estado La Guaira existiendo: Fábricas de pasta, harinas, bloques, cemento y vestidos.

## Geografía
La parroquia posee un superficie estimada en 38 kilómetros cuadrados (3800 hectáreas aproximadamente).

### Ubicación
La población se encuentra frente al Mar Caribe o Mar de las Antillas, justo entre dos parroquias: Carayaca y Urimare (antigua parroquia Raúl Leoni). Su perímetro urbano comienza desde las urbanización Mirabal y finaliza en La Esperanza. Por su parte está bien comunicada con Caracas mediante una autopista y con Carayaca por medio de una carretera.

### Características
Las principales urbanizaciones y barrios de Catia La Mar son: La Esperanza, El Piache, Marapa Marina, Las Tunitas, Mamo, Catamare, La Atlántida, La Páez, Ezequiel Zamora, La Lucha, y La Soublette. Entre las playas están: Costa Dorada, Playa La Zorra y Puerto Viejo. Posee un clima muy árido, con escasas lluvias, caluroso pero suavizado por las brisas marinas. 
En 1999, esta población sufrió parte de la tragedia de Vargas, los sitios más afectados fueron El Piache y Mamo (que se pensaba habían desaparecido del mapa), a través de ellas, fluye el río Mamo, Soublette y La Lucha, ambas están ubicadas al borde de las quebradas Tacagua y La Zorra, respectivamente.

### Demografía
Su población es de 85.054 habitantes, la parroquia del estado con más habitantes según censo realizado en el año 2011 número que se incrementó hasta los 112.444 habitantes según estimaciones de 2023.

## Economía
Sus principales fuentes de ingresos son el comercio, el turismo y el transporte (muy cerca se localizan el Aeropuerto Internacional de Maiquetía Simón Bolívar y Puerto de La Guaira). Tiene además un puerto pesquero, llamado La Zorra, donde se comercializa el 30% de la producción piscícola del estado.

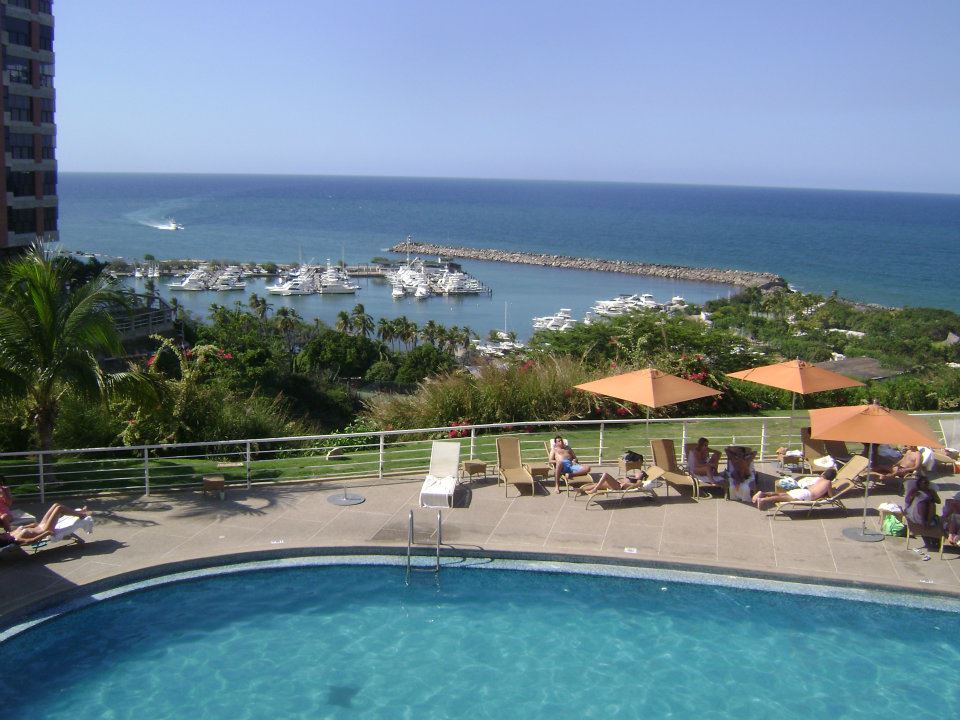
Uno de los hoteles de Catia La Mar.

### Turismo

#### Playas
- Playa Catamare
- Playa Puerto Viejo
- La Playita
- Balneario Marina Grande
- Playa Vasito
- Playa Niños
- Playa Culito

#### Plaza Bolívar de Catia La Mar
Se inauguró el 19 de abril de 2012 por parte del gobernador Jorge Luis García Carneiro, celebrando también los 202 años de la firma del Acta de Independencia de Venezuela. 
Se presentó un espectáculo cultural con la participación de varias organizaciones culturales de la región y el monólogo "Olvidados" de Antonio Machuca, el cual trata de un vigilante del Panteón Nacional en Caracas, que se queda encerrado con los próceres de la patria de Venezuela. La Plaza Bolívar de Catia La Mar, se construyó en los terrenos de la antigua bomba de gasolina "Tacagua", tiene una estatua ecuestre de Simón Bolívar, elaborada en bronce, de cinco metros de altura, con un peso de cinco toneladas.

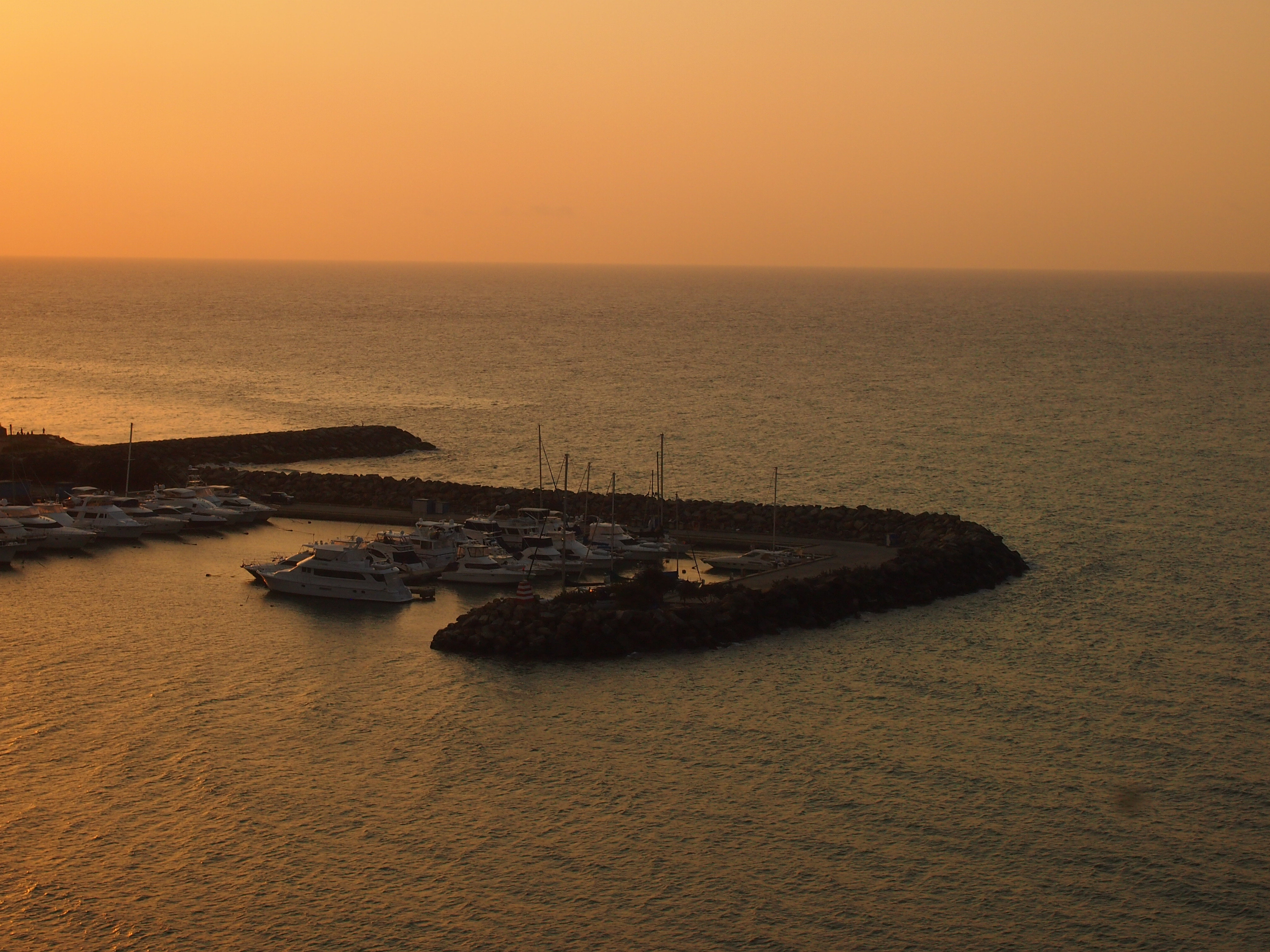
Atardecer en la costa caribeña de Catia La Mar.

El espacio está rodeado de bancos para el descanso de los transeúntes, el ornato incluye fuentes de luz y un recorrido decorado con fachadas coloniales que dan al urbanismo un toque diferente.

## Educación
En la ciudad se encuentra la Escuela Naval de Venezuela y el Centro de Adiestramiento Naval "Felipe Santiago Estévez" y la única universidad de la marina mercante en Venezuela, la Universidad Nacional Experimental Marítima del Caribe y la sede del núcleo de la Universidad Nacional Experimental Politécnica de la Fuerza Armada Bolivariana.